# Могилів-Подільська міська територіальна громада
Могилів-Подільська міська територіальна громада — територіальна громада в Україні, у Могилів-Подільському районі Вінницький області. Адміністративний центр місто — Могилів-Подільський.
12 червня 2020 року Могилів-Подільська міська громада утворена у складі Могилів-Подільської міської ради та Бронницької, Грушанської, Карпівської, Немійської, Озаринецької, Пилипівської, Серебрійської, Сказинецької, Суботівської та Ярузької сільських рад Могилів-Подільського району.
19 липня 2020 року, в результаті адміністративно-територіальної реформи та ліквідації Могилів-Подільського району (1923 — 2020), громада увійшла до складу новоутвореного Могилів-Подільського району.

## Населені пункти
До складу громади входить місто Могилів-Подільський, 5 селищ (Коштуля, Криштофівка, Нова Григорівка, Одая, Сонячне), та 20 сіл Бронниця, Вільне, Воєводчинці, Григорівка, Грушка, Івонівка, Карпівка, Немія, Озаринці, Оленівка, Петрівка, Пилипи, Садки, Садківці, Серебрія, Сказинці, Слобода-Шлишковецька, Суботівка, Шлишківці та Яруга.